# Yaoi
Yaoi (jap. やおい yaoi), još poznato pod nazivom Boys' Love ili BL (ljubav između dečkiju), je japanski popularni izraz za oblike fiktivnih djela čija su ciljana publika ljudi homoseksualne orijentacije, ali i djevojke, s tim da se tematika tih djela fokusira na homoeroticizmu ili homoromantičnim muškim androfilnim seksualnim vezama, a autori su obično žene. Naziv "Yaoi" je skraćenica od "Yama nashi, ochi nashi, imi nashi" (山[場]なし、落ちなし、意味なし), što u prijevodu znači "Nema vrhunca, nema pada (raspleta), nema smisla". Članak u časopisu The Guide opisao je da je počelo kao fikcija obožavatelja (eng. fan fiction) između muških anime likova.
S obzirom na to da su u djelima prikazani muškarci, postoji androfilna muška publika; međutim, mange čija su ciljana publika homoseksualni muškarci (jap. bara i gachi muchi) se smatraju zasebnim žanrovima. Glavni likovi u yaoi-ju obično uvijek imaju jednaku formulu seme-a (osobe koja je na vrhu, koja daje) koji lovi uke-a (osoba koja je dolje, koja prima). Dok je u yaoi-ju seme obično dominantan, a uke prikazan kao nježan i bespomoćan, u stvarnom životu homoseksualne veze nisu na principu dominantan-pasivan, kao što nisu ni heteroseksualne. 
Materijal koji bi bio klasificiran u yaoi žanr primarno uključuje homoseksualne veze između zgodnih ili slatkih (muških) likova, obično erotične prirode.
Iako se žanr zove Boys' Love (uobičajena kratica je "BL"), muškarci u djelima su adolescenti ili stariji. Djela koja sadrže predpubescentne dječake se zovu shotacon, i ona su zaseban žanr, koji ne spada u yaoi i koji je u mnogim zemljama doveden na loš glas, zbog sličnosti s pedofilijom. 
Yaoi (po ovom nazivu je poznat u svijetu) se proširio izvan Japana: i prevedeni i originalni yaoi je danas dostupan u mnogo zemalja i na mnogo jezika.
Yaoi je počeo u dōjinshi (fikcija obožavatelja) tržištu Japana u kasnim 1970-ima/ranim 1980-ima kao izdanak shōnen-ai-ja (jap. 少年愛 shounen-ai = dječačka ljubav), još znano pod nazivom "Juné" ili "tanbi" (koje sadrže platonske veze između adolescenata ili prepubescentnih dječaka), ali gdje su shōnen-ai bila originalna djela, yaoi su bile parodije popularnih shōnen animea i mangi. 
Yaoi je postao općenit naziv za mange, anime, simulacije hodanja, romane i fikcije obožavatelja čija su ciljana publika djevojke, a koje sadrže idealizirane homoseksualne muške veze. 
Većina obožavatelja yaoi-ja su ili tinejdžerice ili mlade žene. Ženska čitateljska publika u Tajlandu se procjenjuje na oko 80%, i članstvo Yaoi-Con, yaoi konvencije u San Franciscu, se sastoji od 85% djevojaka. Obično se uzima da su sve obožavateljice heteroseksualne, ali u Japanu postoje lezbijske autorice mange i lezbijske, biseksualne ili čitateljice nesigurne u seksualnost.
Internetske ankete čitateljica yaoi-ja koje govore engleski pokazuju da se 50-60% čitateljica identificiraju kao heteroseksualne. U Hrvatskoj se porastom popularnosti japanskih animea i mangi pojavljuju i obožavateljice yaoi-ja.